# Cethosia cyrene
Cethosia cyrene är en fjärilsart som beskrevs av Wallace 1869. Cethosia cyrene ingår i släktet Cethosia och familjen praktfjärilar. Inga underarter finns listade i Catalogue of Life.